# Thrush Hermit
Thrush Hermit was een Canadese alternatieve rockband, die actief was tijdens de jaren 1990, bekend om hun zeer energieke, humoristische en onvoorspelbare optredens, zoals geciteerd door Vice News.

## Bezetting
- Joel Plaskett[2]
- Rob Benvie[3]
- Ian McGettigan[4]
- Michael Catano[5]
- Cliff Gibb[6]
- Benn Ross[7]

## Geschiedenis
Thrush Hermit werd opgericht in Halifax (Nova Scotia) in 1992 door Joel Plaskett (zang, gitaar), Rob Benvie (zang, gitaar), Ian McGettigan (zang, bas) en Michael Catano (drums). Catano werd vervangen door Cliff Gibb in 1994. Gibb verliet op zijn beurt de band in 1999 en werd vervangen door Benn Ross. Ze tekenden in 1994 op tijd met Murderecords om hun ep Smart Bomb uit te brengen, met Benvie's nummer French Inhale en Plasketts Hated It. De eerste zou wat draaitijd krijgen bij MuchMusic, dat toen een reputatie had voor meer alternatieve programmering, terwijl de laatste zou eindigen in de Kevin Smith-film Mallrats. Na het uitbrengen van de tweede ep van de band, de door Steve Albini geproduceerde The Great Pacific Ocean, tekende de band in 1996 bij Elektra Entertainment, dat in 1997 hun eerste volledige album Sweet Homewrecker uitbracht. Het in Memphis (Tennessee) opgenomen album bracht de songwriting onder de aandacht van Plaskett, Benvie en McGettigan. Het album bleek echter een teleurstelling vanuit het oogpunt van Elektra en Thrush Hermit werd uit hun contract gekocht.
Na hun uitstapje naar de Amerikaanse markt keerde Thrush Hermit terug naar het noorden om hun laatste album Clayton Park uit te brengen bij Sonic Unyon in 1999. Het album was een cruciaal succes en werd genomineerd voor een Juno Award. Thrush Hermit trad op als onderdeel van Humble & Fred Fest in Fort York in Toronto en in de Horseshoe Tavern in 1999, maar maakte plannen om in september van dat jaar te stoppen. De band had zich naast The Flashing Lights en Local Rabbits aangemeld voor de drievoudige headliner Front Man War Tour, maar moest zich terugtrekken vanwege de gezondheid van Plaskett. Toen hij eenmaal hersteld was, begon de band in december 1999 aan hun eigen afscheidstournee door Canada en werd vervolgens ontbonden. Thrush Hermit stonden in 1995 op het hoofdpodium op Edgefest. In plaats van hun eigen materiaal te spelen, speelden ze uitsluitend covers van de Steve Miller Band. Evenzo speelden ze voor hun eerste nationale tv-optreden op MuchMusic een Nazareth-cover in plaats van nummers van hun album te benadrukken.
Plaskett begon een opnamecarrière met zijn band The Joel Plaskett Emergency. Benvie bracht een solo-plaat uit onder de naam Tigre Benvie en trad vervolgens toe tot The Dears, terwijl McGettigan begon met het produceren van platen van Canadese rockacts als The Flashing Lights. McGettigan produceerde ook platen voor Plaskett en werd later lid van The Joel Plaskett Emergency. Benvie en McGettigan sloten zich vervolgens aan bij de band Camouflage Nights, met een draaideur van muzikanten. Thrush Hermit werd herenigd voor een kort optreden na een Joel Plaskett Emergency show in de Marquee Club in Halifax op 31 december 2005. De band herenigde zich ook voor een korte tournee door Oost-Canada in maart 2010. Locaties waren Moncton, twee nachten in Halifax op de Paragon (oorspronkelijk de Marquee), Ottawa, Peterborough, Waterloo (Ontario), twee avonden en een middagshow in Toronto. Dat jaar bracht New Scotland Records een boxset uit van alle Thrush Hermit-opnamen. In 2019 kondigde de band aan dat ze herenigden voor 14 shows om de 20e verjaardag van het uitbrengen van Clayton Park te herdenken.
In 2008 verscheen een tribute-album met Thrush Hermit-nummers van Canadese artiesten, waaronder The Meligrove Band en Two Hours Traffic. Het album is uitgegeven door Gooseberry Records op cd en digitale download via Zunior.

## Discografie

### Albums
- 1997: Sweet Homewrecker (Elektra)
- 1999: Clayton Park (Sonic Unyon)

### Ep's
- 1993: Ammo (Cinnamon Toast Records)
- 1994: Smart Bomb (Murderecords)
- 1995: The Great Pacific Ocean (Murderecords)
- 1997: Rock and Roll Detective (Elektra)

### 7" Singles
- 1993: Marya (Genius Records)
- 1994: French Inhale (Genius Records)
- 1995: Take Another Drag  (Bong Load)
- 1997: Giddy with the Drugs (Murderecords)

### Collecties
- 2010: The Complete Recordings (New Scotland Records)